# Cucumis cinereus
Cucumis cinereus là một loài thực vật có hoa trong họ Cucurbitaceae. Loài này được (Cogn.) Ghebret. & Thulin mô tả khoa học đầu tiên năm 2007.